# Вечер трудного дня (фильм)
«Вечер трудного дня» (англ. A Hard Day’s Night — букв. «Ночь тяжёлого дня») — художественный кинофильм, в главных ролях которого снялись участники группы The Beatles. Одноимённый альбом вышел в Великобритании спустя четыре дня (10 июля 1964 года), и песни из фильма составили его первую сторону. Фильм пользовался успехом у зрителей, заняв второе место по кассовым сборам в Великобритании в 1964 году (после картины «Голдфингер»). Лента получила в целом позитивные отзывы мировой кинокритики и заслужила впервые в истории британского музыкального кино две номинации на Оскара.

## Сюжет
Группа Beatles отправляется из родного Ливерпуля в Лондон, чтобы выступить на телевидении. Музыканты пытаются добраться до поезда и не быть разорванными на сувениры восторженными поклонниками. В поездке Полу и другим приходится присматривать за его чудаковатым дедушкой Джоном Маккартни. Представленный как «очень опрятный старичок» он обладает «даром» устраивать скандал везде, где бы не появился. Менеджер группы Норм и его помощник Шейк перессорились из-за подколок дедушки. Прибыв в Лондон, группа заселяется в отель, но ребятам, вместо того чтобы отвечать на письма фанатов, приходится вызволять из истории дедушку. Воспользовавшись приглашением Ринго, он отправился поиграть в казино.
На следующий день должны пройти пресс-конференция и репетиции шоу, но членов группы постоянно что-то отвлекает. Сначала дедушка сеет рознь в команде, усомнившись в профессионализме аранжировщика. Четверка сбегает с пресс-конференции через чёрный выход и дурачится, прыгая на ближайшем газоне. Тем временем Норм беспокоится о том, что группа не готова к последнему прогону шоу перед трансляцией. Ребята продолжают отвлекаться. Джорджа по ошибке забрали на прослушивание для другой телевизионной передачи. Джона приняли за своего же двойника. Полу приходится сглаживать конфликты в команде. Группа не успевает даже загримироваться. Перед последним прогоном куда-то пропал Ринго. Его сбил с толку дедушка, разговорами о том, что другие члены команды не ценят по-настоящему ударника и помыкают им. Дедушка предложил ему пойти прогуляться по городу, сходить в паб. Организаторы в панике, прямой эфир под угрозой. Музыканты заглядывают в другие павильоны, заигрывают с девушками из кордебалета, но менеджер распоряжается отправиться на поиски. Ринго обнаруживают в полицейском участке. Он задержан за нарушение общественного порядка. Там же находят дедушку, который пытался сбывать фотографии битлов с фальшивыми автографами.
За минуту до начала шоу, без репетиций, группа выбегает на сцену. Концерт проходит с успехом и заканчивается исполнением «She Loves You». Публика в экстазе. Шейк приковал дедушку к себе наручниками, но, в конце выступления, тот всё равно освобождается и появляется среди выступающих на сцене музыкантов. В финале четвёрка отправляется на вертолёте на следующее представление в Вулвергемптоне.

## В ролях
| Актёр             | Роль                   |
| ----------------- | ---------------------- |
| Джон Леннон       | Джон                   |
| Пол Маккартни     | Пол                    |
| Джордж Харрисон   | Джордж                 |
| Ринго Старр       | Ринго                  |
| Уилфрид Брамбелл  | дедушка Пола           |
| Норман Россингтон | Норм                   |
| Джон Джанкин      | Шэйк                   |
| Виктор Спинетти   | режиссёр               |
| Анна Куэйл        | Милли                  |
| Дерик Гюйлер      | полисмен               |
| Ричард Вернон     | мужчина в поезде       |
| Эдди Малин        | официант гостиницы     |
| Робин Рэй         | телевизионный менеджер |
| Лайонел Блэр      | ТВ-хореограф           |
| Элисон Сибом      | секретарь              |
| Дэвид Янсон       | мальчик                |
| Патти Бойд        | девушка в поезде       |

## Сценарий
Сценарий был написан Аланом Оуэном, который был выбран потому, что «Битлз» были знакомы с ним. Кроме того, он показал знание разговорной манеры ливерпульцев. Маккартни отметил: «Алан побыл с нами и постарался аккуратно, вложить в наши уста те слова, которые слышал от нас самих, так что я считаю, что он сделал очень хороший сценарий». Оуэн провёл несколько дней с группой, которая рассказала ему о своей жизни. Он написал сценарий с той точки зрения, что «Битлз» стали заложниками своей собственной известности, их график выступлений и студийной работы стал их наказанием.

## Создатели
- Сценарист — Алан Оуэн
- Продюсер — Уолтер Шенсон
- Режиссёр-постановщик — Ричард Лестер
- Ассоцированный продюсер — Денис О’Делл
- Оператор-постановщик — Гилберт Тейлор
- Музыкальный режиссёр — Джордж Мартин
- Песни Джона Леннона и Пола Маккартни
- Художник — Рэй Симм
- Редактор — Джон Джимпсон
- Художник по костюмам — Джули Харрис

## Интересные факты
- Заглавная песня «A Hard Day’s Night» была записана уже после того, как фильм был снят.
- Во время съёмок Джордж Харрисон познакомился с Патти Бойд (одна из школьниц в поезде), ставшей через два года его женой.
- Среди зрителей на телешоу можно увидеть 13-летнего Фила Коллинза, он играет фаната в галстуке[3].
- Фильм перевыпущен в 1981 году, тогда в начале включены вступительные кадры с песней «I’ll Cry Instead».

## Награды и номинации
- 1965 — две номинации на премию «Оскар»: лучшая запись музыки (Джордж Мартин), лучший оригинальный сценарий (Алан Оуэн)
- 1965 — номинация на премию BAFTA самому многообещающему новичку в главной роли (Джон Леннон, Пол Маккартни, Джордж Харрисон, Ринго Старр)
- 1965 — номинация на премию «Грэмми» за лучший оригинальный саундтрек (Джон Леннон, Пол Маккартни)

## Песни
1. A Hard Day’s Night
2. I Should Have Known Better
3. I Wanna Be Your Man
4. Don’t Bother Me
5. All My Loving
6. If I Fell
7. Can’t Buy Me Love
8. And I Love Her
9. I’m Happy Just to Dance with You
10. Тема Ринго (This Boy)
11. Tell Me Why
12. She Loves You

Примечание: при переиздании фильма в 1981 году в начале включены вступительные кадры с песней «I’ll Cry Instead».